# 60ª Brigata artiglieria
La 60ª Brigata autonoma artiglieria (in ucraino 60-та окрема артилерійська бригада?, 60-ta okrema artylerijs'ka bryhada) è un'unità di artiglieria delle Forze terrestri ucraine, subordinata al Comando operativo "Sud" e con base a Pervomajs'k.

## Storia
La brigata è stata costituita alla fine di luglio 2025 nell'ambito della riforma delle Forze armate ucraine volta a implementare una struttura basata sui comandi intermedi di corpo d'armata, a partire da unità della 40ª Brigata artiglieria, anch'essa di stanza a Pervomajs'k.

## Struttura
- Comando di brigata[2]
- 1º Battaglione artiglieria
- 2º Battaglione artiglieria
- 3º Battaglione artiglieria
- Battaglione acquisizione obiettivi
- Compagnia genio
- Compagnia manutenzione
- Compagnia logistica
- Compagnia comunicazioni
- Compagnia radar
- Compagnia difesa NBC
- Compagnia medica